# Togul (fiume)
Il Togul (in russo  Тогул?) è un fiume della Russia siberiana occidentale, affluente di destra dell'Uksunaj. Scorre nei rajon Zarinskij e Togul'skij del Territorio dell'Altaj.
Il fiume ha origine dai monti dell'Abakan. Scorre in direzione meridionale e sfocia nell'Uksunaj a 17 km dalla foce, dopo aver attraversato il villaggio di Togul. La lunghezza del fiume è di 110 km, il bacino imbrifero è di 1200 km².